# Zona de acuerdo posible

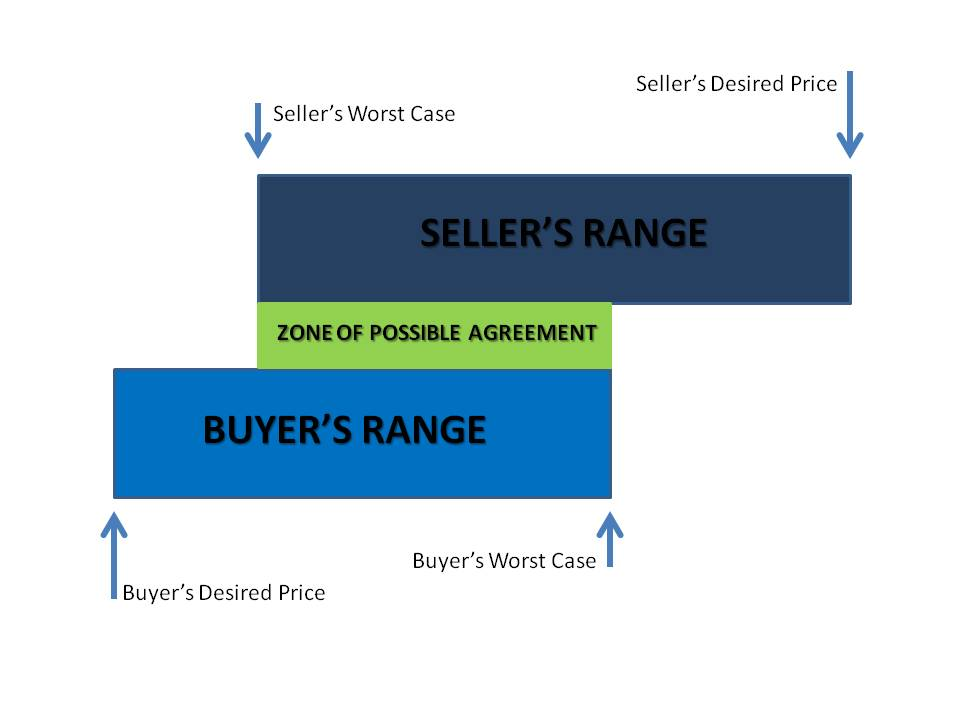
Ejemplifica muy bien la zona de acuerdo posible.

La zona de acuerdo posible, en ventas y negociaciones, describe la zona intelectual entre dos partidos en la que un acuerdo se puede lograr. Dentro de esta zona, un acuerdo es posible. Fuera de esta zona, las negociaciones no llegarán a un acuerdo.
Por ejemplo, se toma una persona que desea prestar un dinero a cierto interés en un período determinado y un prestamista desea obtener un dinero a un interés determinado. Si las dos personas pueden llegar a un acuerdo en cuanto al tiempo y el interés entonces un zap se puede establecer.